# Глиобластом
Глиобластом (ГБМ) или мултиформни глиобластома  најагресивнији је тип рака који почиње унутар мозга. У почетку, његови знаци и симптоми су неспецифични и могу укључивати  главобољу, промену личности, мучнину и симптоме сличне онима код можданог удара. Симптоми се често брзо погоршавају и могу напредовати до губитка свести.
Дијагноза се обично поставља комбинацијом компјутеризоване томографије, магнетне резонантне томографије и биопсија ткива.
Имунотерапија је једна од метода која се  проучује за ову врсту рака.

## Епидемиологија
Морбидитет
Глиобластом је најчешћи злочудни рак мозга код одраслих, који чини око 12% до15% свих примарних интракранијалних неоплазми и 45% до 55% свих глиома.  Укупна инциденција глиобластома варира широм света и највећа је у Северној Америци, Аустралији и Северној и Западној Европи.  У Сједињеним Америчким Државама, просечна годишња стопа инциденције ГБМ, прилагођена старости, износи 3,19 на 100.000 особа, а укупна преваленција је 9,23 на 100.000 особа.  Иако су недавне студије показале да се инциденција повећава у Енглеској, изгледа да нема тренда ка повећању инциденције у САД   или Канади.  Ова неслагања могу бити последица разлика у генетици или факторима животне средине, али су вероватније одраз међународних разлика у процедурама надзора, пракси извештавања и променама у класификацијама глиобластома током времена.
Пол
У САД глиобластом је 1,59 пута чешћи код мушкараца него код жена, са годишњом инциденцом прилагођеном старости од 4,03 и 2,54 на 100.000 особа, респективно.
Раса и етничка припадност
Што се тиче расе и етничке припадности, инциденција је највећа међу не-Хиспанским белцима (3,51 на 100.000 особа), а најнижа међу Азијатима или становницима пацифичких острва (1,18 на 100.000 особа).
Старост пацијената
Глиобластом се може манифестовати код особа било ког узраста, али првенствено погађа старије одрасле особе. Стопа инциденције расте са годинама, достижући врхунац између 75 и 79 година. Средња старост пацијената при постављању дијагнозе је 64 године.

## Етиологија
Узрок већине случајева глиобластома није познат. Неуобичајени фактори ризика укључују:
- генетички поремећаји  (нпр. неурофиброматоза и Ли–Фрауменијев синдром,
- претходна радиотерапија. Могу настати из нормалних можданих ћелија или се развити из постојећег астроцитома ниског степена.

### Фактори ризика
Узрок већине случајева је нејасан. Око 5% се развија из другог типа тумора мозга познатог као астроцитом ниског степена.

#### Генетика
Неуобичајени фактори ризика укључују:
- генетички поремећаје, као што су неурофиброматоза, Ли-Фрауменијев синдром, гомољаста склероза или Турцотов синдром.

- претходна терапија зрачењем
- непознати фактори, коју су чешћи код мушкараца.

## Патогенеза
Ћелијско порекло глиобластома није познато. Због сличности у имунобојењу глијних ћелија и глиобластома, дуго се претпостављало да глиоми као што је глиобластом потичу од ћелија глијног типа. Новије студије сматрајуда би астроцити, олигодендроцитне прогениторске ћелије и нервне матичне ћелије могле послужити као изворне ћелије.
Глиобластоме карактерише присуство малих подручја некротизујућих ткива која су окружена анаплазијским ћелијама. Ова карактеристика, као и присуство хиперплазијских крвних судова, разликује тумор од астроцитома степена 3, који немају те карактеристике.
ГБМ се обично формирају у можданој бијелој твари, брзо расту и могу постати врло велики прије него што произведу симптоме. Мање од 10% формира се спорије након дегенерације астроцитома ниског степена или анаплазијског астроцитома. Називају се секундарни ГБМ и чешћи су код млађих пацијената (средња старост 45 наспрам 62 године). Тумор се може проширити у менинге или коморски зид, доводећи до високог садржаја протеина у цереброспиналној течности (ЦСФ) (> 100 мг/дл), као и повремене плеоцитозе од 10 до 100 ћелија, углавном лимфоцита. Малигне ћелије које се преносе у ЦСФ могу се проширити (ријетко) на кичмену мождину или узроковати глиоматозу менинги. Међутим, метастаза ГБМ изван централног нервног система је крајње необична. Око 50% ГБМ-а заузима више од једног режња хемисфере или су билатерални. Тумори овог типа обично настају из кортекса и могу испољити класичну инфилтрацију преко цорпус цаллосум, стварајући лептирасти (билатерални) глиом.

## Подтипови
СЗО прави разлику између три подтипа који произилазе из метапластичне трансформације. Разликовање се врши према хистолошким критеријумима. 

### Глиосарком
Глиосаркоми су глиобластоми који, поред астроцитних туморских компоненти описаних горе, такође имају саркоматозне делове богате везивним ткивом са вретенастим ћелијама или другим диференцираним туморским ћелијама. Они могу настати примарно или се развити из глиобластома, епендимома или олигодендроглиома и чини га два до пет процената свих глиобластома. За разлику од глијалних ћелија, оне изражавају много ретикулина, али не и ГФАП. Као и други глиобластоми, они често показују промене ТП53 и ЦДКН2А, али ретко ЕГФР амплификација или ПТЕН мутације. 
Глиосаркоми су склонији удаљеним метастазама и имају лошију прогнозу. 

### Епителиоидни глиобластом
Епителиоидни глиобластом има велике епителоидне ћелије налик меланому са обилном еозинофилном цитоплазмом , а понекад и рабдоидним ћелијама. БРАФ  мутације, метилације промотора МГМТ или прекомерна експресија ЕЗХ2 налазе се у око половине случајева. Они чине око 3% глиобластома и јављају се првенствено код млађих пацијената; Мушкарци су погођени двоструко чешће него жене. 
Епителиоидни глиобластом су склонији ЦСТ и удаљеним метастазама и повезани су са лошијом прогнозом. 

### Глиобластом џиновских ћелија
Глиобластоми џиновских ћелија су глиобластоми са израженом мултинуклеарном компонентом џиновских ћелија . Глиобластоми џиновских ћелија су повезани са прекидима двоструких ланаца, мутацијама ТП53 и експресијом ОЛИГ2, али су ЕГФР амплификације и БРАФ  мутације ретке. Глиобластоми џиновских ћелија се чешће јављају код млађих људи и чине око један до пет процената свих глиобластома. 
Прогноза је боља од других облика глиобластома. 

## Клиничка слика
Клиничка слика пацијената са глиобластомом (ГБМ) је обично кратка, обухвата мање од 3 месеца код 68% пацијената и < 6 месеци код 84% пацијената.
Уобичајени (најчешчћи) симптоми укључују: нападе и когнитивне поремећаје.
Поред наведених постоје и настални симптоми чија појава више зависи од локацији тумора него о његовим патолошким својствима.
Понекад је тумор асимптоматски или може брзо почети и са брзом производњом све тежих симптома док не достигне огромну величину. 
Други уобичајени симптоми укључују споро прогресивне фокалне неуролошке дефиците, као што су моторна слабост, губитак сензора, губитак памћења, језички дефицити и оштећења вида.  Алтернативно, пацијенти могу имати генерализоване симптоме повећаног интракранијалног притиска (ИКП), укључујући главобоље, мучнину и повраћање и промене личности.
Мањи број пацијената има симптоме и знакове сличне можданом удару након интратуморалног/интракранијалног крварења.

## Дијагноза
На магнетној резонантној томографији, глиобластоми се често појављују као лезије у виду  прстена. Међутим, изглед није специфичан, јер друге лезије као што су апсцес, метастазе, тумефактивна мултипла склероза и други ентитети могу имати сличан изглед. Дефинитивна дијагноза сумње на ГБМ на компјутеризованој томографији или магнетној резонантној томографији захтева стереотактичку биопсију или краниотомију са ресекцијом рака и патолошком потврдом. Пошто је степен тумора заснован на најзлоћуднијем делу трака, биопсија или субтотална ресекција рака може да доведе до ниже оцене лезије. 
Снимање крвотока рака помоћу перфузионе МРТ и мерење концентрације туморског метаболита помоћу МР спектроскопије може додати дијагностичку вредност стандардној МРТ у одабраним случајевима показујући повећан релативни волумен церебралне крви и повећани пик холина, респективно, али патологија остаје златни стандард за дијагнозу и молекуларну карактеризација. 
У дијагностици ГБМ важно је разликовати глиобластом од астроцитома високог степена. Ови тумори се јављају спонтано (де ново) и нису напредовали од глиома нижег степена, као код астроцитома високог степена. Глиобластоми имају лошију прогнозу и другачију биологију тумора, и могу имати другачији одговор на терапију, што чини ово критичкном проценом за одређивање прогнозе и терапије пацијената. 
Астроцитоми носе мутацију у ИДХ1 или ИДХ2, док ова мутација није присутна у глиобластому. Дакле, ИДХ1 и ИДХ2 мутације су корисно средство за разликовање глиобластома од астроцитома, пошто су хистопатолошки слични и разлика без молекуларних биомаркера је непоуздана.  ИДХ-дивљи тип глиобластома обично имају нижу експресију ОЛИГ2 у поређењу са ИДХ-мутантним астроцитомима нижег степена.  Код пацијената старијих од 55 година са хистолошки типичним глиобластомом, без претходног глиома нижег степена, са не-средњом локацијом тумора и са задржаном нуклеарном АТРКС експресијом, имунохистохемијска негативност на ИДХ1 Р132Х довољна је за класификацију као ИДХ дивљег типа. глиобластом. У свим другим случајевима дифузних глиома, недостатак ИДХ1 Р132Х имунопозитивности треба да буде праћен секвенцирањем ИДХ1 и ИДХ2 ДНК да би се открило или искључило присуство неканонских мутација. Дифузне астроцитне глиоме ИДХ-дивљег типа без микроваскуларне пролиферације или некрозе треба тестирати на ЕГФР амплификацију, мутацију ТЕРТ промотера и +7/–10 цитогенетски потпис као молекуларне карактеристике ИДХ-дивљег типа глиобластома.

## Терапија
Не постоји познат метода превенције глиобластома. 
Лечење обично укључује операцију, након чега се користе хемотерапија и радиотерапија.
Радиотерапија
Глиобластоми се обично зраче укупном дозом од 60 греја у око 30 сесија око четири недеље након било какве операције. Ако је пацијент старији и/или има лошу прогнозу, могу се користити и планови лечења са нижом укупном дозом. Специјалне процедуре зрачења, брахитерапија или радиохирургија не нуде предност у преживљавању у односу на стандардну терапију.
Хемотерапија
У оквиру хемотерапија често се примењује лечење темозоломидом. Високе дозе стероида могу се користити за смањење отока и ублажавање симптома.
Током акутне фазе, лек се узима свакодневно, а током следеће приближно шестомесечне терапије одржавања сваке четири недеље у пет узастопних дана. Терапија већим дозама или дужа терапија одржавања не даје никакву корист за преживљавање. Нежељени ефекат који ограничава дозу је обично инхибиција коштане сржи са смањеним бројем крвних плочица.
Посебно, пацијенти са доказима о хиперметилацији промотора МГМТ имају користи од хемотерапије са цитостатским агенсом.  Да ли темозоломид доноси предност у преживљавању без ове епигенетске промене је контроверзно, његова употреба се разматра за сваки случај. Нема довољно података да би се проценила комбинована терапија темозоломидом и нитрозоуреја ломустином у глиобластомима са метилацијом МГМТ промотера.
Локална хемотерапија са нитрозоуреа кармустином се ретко спроводи коришћењем полимерног имплантата у тумору. Предност у преживљавању је јако мала.
Неурохирургија
Могућа хируршка интервенција зависи од локације тумора и општег стања пацијента. Хируршко лечење заснива се на уклањању (декомпресија) тумора и  повезано је са повећаним преживљавањем, али само за неколико месеци. Уклањање тумора које је што потпуније повезано је са дужим преживљавањем.

## Прогноза
Уркос максималном лијечењу, рак се увијек понавља. Најчешће дуђина трајање преживљавања након дијагнозе је 12 до 15 месеци, са мање од 3–7% људи који преживе дуже од пет година.